# Hinckaert

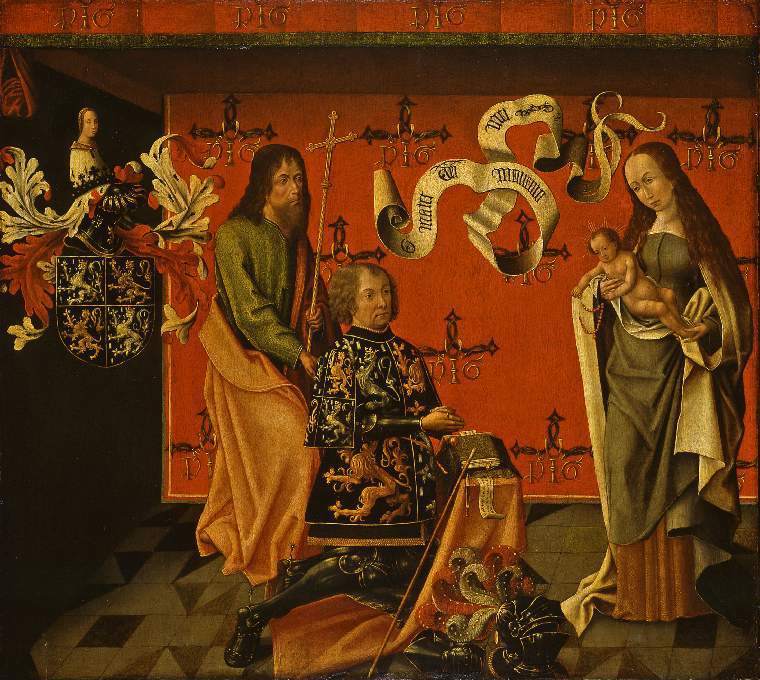
Filip Hinckaert en de apostel Filippus bij Onze-Lieve-Vrouw, ca. 1515 (Fitzwilliam Museum, Cambridge). Anoniem schilderij met het wapen van Filip III Hinckaert.

Hinckaert was een familie van Brabantse adel. Leden van dit riddergeslacht waren in de 15e eeuw grootwoudmeester en opperjachtmeester van Brabant. Hun wapenspreuk Recht gaet Hincaert verwees naar stamvader Gerelm, die kreupel zou zijn geweest en miraculeus genezen. Zijn twee zonen stichtten elk een familietak. De eerste stierf uit in 1584 en de tweede in 1657.

## Stamboom
- Gerelm Hinckaert († vóór 1366), getrouwd ca. 1330 met Margareta van Brabant gezegd van Mechelen
  - Filip I Hinckaert († vóór 1434), getrouwd in 1384 met Katharina van Dielbeke
    - Jan I Hinckaert († vóór 4 augustus 1440)
      -  Jan II Hinckaert († 19 september 1458), getrouwd vóór 1425 met Geertruid van Huldenberg
        - Filip II Hinckaert († 9 januari 1473), getrouwd met Gasparina Corsselaar van Wittem
          - Johanna Hinckaert († 1 september 1524), getrouwd in 1451 met Jan van Cortembach en hertrouwd met Costen van Berchem
          - Jacoba Hinckaert, getrouwd met Willem t'Serclaes
          - Geertruid Hinckaert, non
          -  Margriet Hinckaert, buitenechtelijk kind

        - Katharina Hinckaert, getrouwd in 1444 met Jan van Walhain
        - Philippina Hinckaert, getrouwd met Jan van den Heetvelde
        -  Jan III Hinckaert († 1480), getrouwd met Katharina van der Borch
          - Jan IV Hinckaert († 1547), getrouwd met Barbara van Edingen-Kestergat
            - Jan V Hinckaert († vóór 1559), getrouwd in 1534 met Charlotte d'Ailly
              -  Jan VI Hinckaert († 24 januari 1584), getrouwd met Lucretia van der Aa
                - Katharina Hinckaert, getrouwd met Charles de Liévin
                - Lucretia Hinckaert, getrouwd met Jacques de Gryse
                - Margareta Hinckaert
                -  Charlotte Hinckaert, getrouwd met Jacques de Lalaing en hertrouwd met Josse Ruychove van de Werve

            - Katharina Hinckaert († 1570), getrouwd met Wouter van der Noot
            - Margareta Hinckaert, getrouwd met Lodewijk van de Werve en hertrouwd met Antoon van der Noot
            -  Frans Hinckaert († 1598), buitenechtelijk kind, getrouwd met Margareta van der Straeten

          - Hendrik Hinckaert, kartuizermonnik
          - Joos Hinckaert
          - Philippina Hinckaert, getrouwd met Iwein van Cortenbach
          - Katharina Hinckaert, getrouwd met Jan van den Heetvelde
          - Geertruid Hinckaert, getrouwd met Walraven Draeck
          -  Buitenechtelijke kinderen

    -  Willem Hinckaert, getrouwd met Giselraad van Erpe
      - Filip III Hinckaert († 1505), getrouwd met Helena van Bernaige en hertrouwd met Geertruid van der Vucht
        - Filip IV Hinckaert († 12 januari 1549), getrouwd in 1508 met Hadewige van Os (28 januari 1557)
          - Frans Hinckaert, getrouwd met Joanna Schooff
            - Filip VI Hinckaert, getrouwd met Maria van Spangen
            - Adriana Hinckaert, getrouwd met Maximiliaan van Bernaige
            - Claudine Hinckaert
            - Karel Hinckaert, getrouwd met Charlotte van der Straten
            -  Joanna Hinckaert, getrouwd met Peter van Assignies

          - Helena Hinckaert, getrouwd met Jacques de Bregilles
          - Margareta Hinckaert, abdis van Maubeuge
          - Anna Hinckaert, priores van Hertoginnedal († 12 augustus 1572)
          - Willem Hinckaert, getrouwd met Isabella Lopez
          -  Filip V Hinckaert († 1 december 1558)
            - Jan Hinckaert
            - Filip VI Hinckaert, getrouwd met Françoise de Lalaing
            - Maximiliaan Hinckaert († 1657), getrouwd met Joanna van der Dilft, laatste mannelijke telg
            - Karel Hinckaert
            - Elisabeth Hinckaert, getrouwd met Willem van der Schueren
            -  Maria Hinckaert

        - Helena Hinckaert († 1522), getrouwd in 1502 met Johan van Hamal († 1533)
        -  Margareta Hinckaert († 1551)

      - Katharina Hinckaert, in 1467 getrouwd met Jan de Mol
      -  Antoon Hinckaert, getrouwd met Adriana van Balveren
        - Maria Hinckaert, getrouwd met Stasen van Hemert
        - Willem Hinckaert, getrouwd met (i) Ludovica de Soete, (ii) N en (iii) Adriana van Scherpenzele
          - Otto Hinckaert
          - Adriaan Hinckaert, getrouwd met Johanna Mepsche
            -  Willelmyne Hinckaert, getrouwd in 1594 met Eilco Clant van Stedum.

          - Maria Hinckaert, getrouwd met Cornelis de Weese
          -  Johanna Hinckaert, getrouwd met Jacob van Kessenich

        -  Melchior Hinckaert

  - Mechtildis Hinckaert († voor 1384), getrouwd met Filip van Tudekem
  -  Maria Hinckaert († vóór 1370), getrouwd met Amelric van der Zennen

## Voetnoten
1. ↑  Spellingvarianten: Hinckart, Heyncart, Heinekart, Heinnekaert, Heinckart, Heincart, Henkaart, Hienkaert, Hincard, Hincart, Incart, Yncart, Incaert